# Big Bang 03
"Big Bang 03" hay Third Single Album (tiếng Hàn Quốc: 싱글앨범 3집; Singgeulaelbeom 3 Jib) là album đĩa đơn thứ ba của ban nhạc nam Hàn Quốc Big Bang và được phát hành bởi hãng thu âm YG Entertainment vào ngày 21 tháng 11 năm 2006. Giống như hai album đĩa đơn trước đó, "B I G B A N G 03" giữ vị trí trên bảng xếp hạng khá lâu dù mới chỉ debut ba tháng.

## Danh sách track
| STT              | Nhan đề                                             | Phổ lời                  | Phổ nhạc                 | Hòa âm                   | Thời lượng |
| ---------------- | --------------------------------------------------- | ------------------------ | ------------------------ | ------------------------ | ---------- |
| 1.               | "Victory (Intro)"                                   | G-Dragon                 | G-Dragon, Brave Brothers | G-Dragon, Brave Brothers | 1:52       |
| 2.               | "Bigbang"                                           | G-Dragon                 | Perry                    | Perry                    | 3:26       |
| 3.               | "Forever With U (hợp tác với Park Bom của 2NE1)"    | G-Dragon, T.O.P          | Brave Brothers           | Brave Brothers           | 3:39       |
| 4.               | "Good Bye Baby"                                     | Taeyang, G-Dragon, T.O.P | Perry, Brave Brothers    | Perry, Brave Brothers    | 3:32       |
| 5.               | "Try Smiling" (웃어본다; Useo Bonda) (Daesung solo) | An Young Min             | Lee Ryu Won              | Lee Ryu Won              | 4:13       |
| Tổng thời lượng: | Tổng thời lượng:                                    | Tổng thời lượng:         | Tổng thời lượng:         | Tổng thời lượng:         | 16:40      |

## Diễn biến xếp hạng
| Bảng xếp hạng     | Vị trí | Doanh số |
| ----------------- | ------ | -------- |
| Tháng 11 năm 2006 | 7      | 24.100   |
| Tháng 12 năm 2006 | 39     | 26.284   |
| Cuối năm 2006     | 52     | 26,284   |
| Tháng 1 năm 2007  | 36     | 27.877   |
| Tháng 2 năm 2007  | 39     | 29.138   |